# 阿伦蒂斯克
阿伦蒂斯克，是西班牙卡斯蒂利亚-莱昂索里亚省的一个市镇。总面积35平方公里，总人口40人（2001年），人口密度1人/平方公里。